# 川滇复叶耳蕨
川滇复叶耳蕨（学名：Arachniodes henryi）为鳞毛蕨科复叶耳蕨属下的一个种。